# Scopula rufolutaria
Scopula rufolutaria là một loài bướm đêm trong họ Geometridae.